# Julius Dorpmüller
Julius Heinrich Dorpmüller (Elberfeld, 24 juli 1869 - Malente, 5 juli 1945) was directeur-generaal van de Deutsche Reichsbahn van 1926 tot 1945, rijksminister van Verkeer van 1937 tot 1945 en rijksminister van Posterijen in mei 1945 in het Kabinet-Hitler en in het kortstondige Kabinet-Schwerin.

## Levensloop
Dorpmüller, zoon van spoorwegingenieur Heinrich Dorpmüller (1841-1918), is geboren in 1869 en studeert van 1889 tot 1893 spoor- en wegenbouw aan de RWTH Aachen. Na in 1898 voor zijn examen geslaagd te zijn gaat hij bij de Preußische Staatseisenbahnen werken. In 1907 was hij met verlof en trad hij aan als hoofd van het technisch bureau van de Schantung-Bahn, een spoorweg in Tsingtao, destijds een Duitse kolonie, nu gelegen in de Volksrepubliek China. In 1908 wordt hij hoofdingenieur voor het Duitse deel van de nieuwe keizerlijke Chinese Staatsspoorwegen Tientsin-Pukow. Vanwege de oorlogsverklaring aan het Duitse Keizerrijk door China wordt hij in 1917 ontslagen en moet hij in 1918 als vluchteling via Mantsjoerije en Siberië terugkeren naar Duitsland. Als onderdeel van de Duitse Kaukasustroepen onder generaal Kress von Kressentein in Georgië is hij op het veldspoorgebied werkzaam in de organisatie van de Transkaukasische spoorweg.
Op 2 februari 1937 treedt de tot 28 januari 1941 partijloze Dorpmüller aan als rijksminister van Verkeer in het Kabinet-Hitler. Eerder was hij lid van de nationaalsocialistische academie voor Duits recht. Nadat de Wet op de Deutsche Reichsbahn op 11 juli 1939 wordt goedgekeurd wordt hij tevens directeur-generaal van de Deutsche Reichsbahn. In deze functie is hij medeverantwoordelijk voor de deportatie van joden via de spoorwegen. In 1945 is hij nog lid van het Kabinet-Schwerin onder rijkspresident Dönitz.
De Britten vroegen Dorpmüller de wederopbouw van de Duitse spoorwegen op zich te nemen. Hij wordt samen met zijn staatssecretaris Albert Ganzenmüller door de Amerikanen naar Parijs gevlogen om daar in overleg te treden over de hervorming van het Duitse transportsysteem. De Amerikaanse generaal Carl Raymond Gray vroeg Dwight D. Eisenhower (destijds General of the Army en gouverneur van de Amerikaanse zone in het bezette Duitsland) uitdrukkelijk Julius Dorpmüller voor herstel in zijn oude ambt voor te dragen, omdat hij - zoals ook "bevestigd door onze geheime dienst" - noch "nazi-sympathisant noch -activist" is geweest.
Ernstig verzwakt door kanker keert Dorpmüller op 13 juni 1945 terug naar Malente. Op 23 juni 1945 wordt hij geopereerd, maar hij is niet meer in staat te slikken en verzwakt daardoor steeds sneller. Zijn functie bezet hij desalniettemin nog tot enkele dagen voor zijn dood. Julius Dorpmüller sterft uiteindelijk op 5 juli 1945. Hij ligt begraven in Malente.

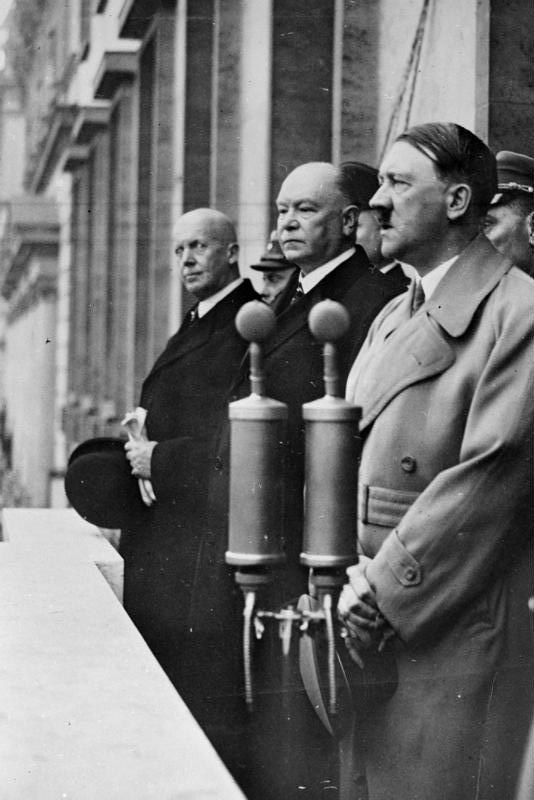
Dorpmüller met links van hem Adolf Hitler en rechts van hem Hans Lammers.

## Na zijn dood
Volgens een brief van 18 oktober 1949 aan Maria Dorpmüller is haar broer Julius door het denazificatiecomité van Lübeck als "ontheven" ingedeeld in categorie 5. Bij het jubileum van de universiteit Aken in 1995 wordt hij in het palmares vermeld als eredoctor (1925) en ere-senator (1939), zonder verder commentaar. In het transportmuseum te Neurenberg en in de "Dorpmüllerzaal" van het centraal station Hannover stonden tot 1985 bustes van Dorpmüller. Ze werden verwijderd tijdens de voorbereidingen van de viering van het 150-jarig bestaan van spoorwegen in Duitsland. Straten in Wuppertal, Minden en Hamelen die naar Dorpmüller vernoemd waren zijn hernoemd.
De zorg voor Dorpmüllers graf was tot 31 december 1991 in handen van de Deutsche Bundesbahn. Zij werd later overgenomen door een particulier.
Vandaag de dag wordt Dorpmüllers Reichsbahn als essentieel gezien voor de uitvoering van de holocaust.

## Prijzen en onderscheidingen (selectie)
- 1913: Orde van de Rode Adelaar vierde klasse
- 1925: Eredoctoraat universiteit Aken
- 1939: Adlerschild des Deutschen Reiches
- 1940: Gouden Ereteken van de NSDAP
- 1944: Ridderkruis van het Kruis voor Oorlogsverdienste met Zwaarden

Adolf Hitler · Franz von Papen · Konstantin von Neurath · Joachim von Ribbentrop · Wilhelm Frick · Heinrich Himmler · Lutz Schwerin von Krosigk · Alfred Hugenberg · Kurt Schmitt · Hjalmar Schacht · Hermann Göring · Walther Funk · Franz Seldte · Franz Gürtner · Franz Schlegelberger · Otto Georg Thierack · Werner von Blomberg · Wilhelm Keitel · Freiherr von Eltz-Rübenach · Julius Heinrich Dorpmüller · Wilhelm Ohnesorge · Walther Darré · Herbert Backe · Joseph Goebbels · Bernhard Rust · Fritz Todt · Albert Speer · Alfred Rosenberg · Hanns Kerrl · Hermann Muhs · Otto Meißner · Hans Heinrich Lammers · Martin Bormann · Karl Hermann Frank · Rudolf Hess · Ernst Röhm · Paul Giesler